# Aurornis xui
Aurornis xui és una espècie de dinosaure plumífer del grup dels celurosaures que visqué entre el Juràssic mitjà i el Juràssic superior en allò que avui en dia és la Xina. Es tracta de l'única espècie descrita del gènere Aurornis. Se n'han trobat restes fòssils a la formació de Tiaojishan. Podria ser el dinosaure més basal (primitiu) conegut fins ara. Apareix en el registre fòssil uns 10 milions d'anys abans que l'arqueòpterix, sovint esmentat com el primer ocell. Per altra banda, un estudi de diversos espècimens de l'avialat Anchiornis publicat el 2017 conclogué que els caràcters presents en Aurornis es troben dins del ventall de variabilitat d'Anchiornis. Els autors d'aquest estudi creuen que els dos tàxons són sinònims.